# Vernon Burrows
Vernon Douglas Burrows (né en 1930 et mort en 2020) est un chercheur scientifique émérite canadien au sein d’Agriculture et Agroalimentaire Canada (AAC) et une autorité internationale en matière de sélection et d’utilisation de l’avoine. Il a sélectionné et enregistré 28 variétés d’avoine, y compris « l’avoine nue » AC Gehl, qui est sans grains et dépourvue de poils, donc plus facile à transformer et à transporter,,. 
M. Burrows a été nommé Membre de l’Ordre du Canada en 2001 et promu Officier de l’Ordre du Canada en 2018 pour ses travaux de recherche ayant permis d’améliorer la production et la valeur nutritive des aliments à base d’avoine.

## Biographie
M. Burrows est né en 1930 à Winnipeg, au Manitoba. Inspiré par son grand-père, il décide de poursuivre une carrière en phytologie,,.
M. Burrows a obtenu un baccalauréat ès sciences agricoles de l’Université du Manitoba en 1951, une maîtrise ès sciences de l’Université du Manitoba en 1953 et un doctorat du California Institute of Technology en 1958,.
La même année, il a commencé à travailler comme physiologiste des plantes au sein d’Agriculture et Agroalimentaire Canada (AAC) (alors appelé Agriculture Canada), au Centre de recherches de l’Est sur les céréales et les oléagineux, à Ottawa. En 1969, il est devenu sélectionneur d’avoine et a développé et homologué de nombreuses variétés d’avoine, notamment Foothill, la première variété d’avoine fourragère et céréalière à double usage au Canada;  Hinoat, la première variété d’avoine à haute teneur en protéines mise en vente pour la consommation humaine; et Donald, la première variété qui peut pousser pendant les journées plus courtes.
En 1985, M. Burrows a mis sur le marché Tibor, une variété d’avoine à grains nus également très nutritive. L’absence d’écale sur le grain fait en sorte que l’avoine prend moins de place et qu’elle est donc plus facile et moins coûteuse à entreposer et à transporter. Tibor présentait toutes les qualités requises d’un aliment nutritif pour la volaille et les porcs. Sa teneur en énergie était semblable à celle du maïs, et sa teneur en protéines était suffisamment élevée pour réduire considérablement, voire éliminer, le besoin d’un supplément de tourteau de soya,.
Après plus de 15 ans de recherche et de sélection intensives, M. Burrows et son équipe ont développé et enregistré AC Gehl, la toute première variété d’avoine à grains nus dépourvue de poils au monde. Auparavant, les variétés à grains nus étaient encore recouvertes de petits poils appelés trichomes qui s’envolent pendant le battage et la manutention, entraînant des problèmes respiratoires et une irritation de la peau chez les travailleurs,,. AC Gehl est donc plus facile à traiter, et sa gaine cireuse naturelle protège les récoltes dans les champs et durant l’entreposage. AC Gehl pousse bien dans de nombreuses conditions et l’avoine est très nutritive.
Au fil des années, M. Burrows a largement contribué à la littérature scientifique sur l’avoine et à la constitution de stocks génétiques pour des traits particuliers.
En plus de sa carrière de chercheur accompli, M. Burrows a été professeur auxiliaire à l’Université McGill, à Montréal, où il a siégé avec distinction pendant de nombreuses années à divers comités d’experts canadiens chargés d’améliorer l’avoine destinée à l’alimentation humaine, à l’alimentation des animaux et à l’usage industriel,.
M. Burrows a pris sa retraite en 1997, mais il est resté actif dans la recherche menée à AAC et le travail bénévole afin de promouvoir l’avoine, en particulier les variétés à grains nus,,,.

## Carrière
M. Burrows a sélectionné et enregistré 28 variétés d’avoine combinant autant de traits favorables que possible pour répondre aux besoins particuliers de l’industrie ainsi qu’aux besoins nutritionnels,.

### AC Gehl, «l’avoine nue»
Mise au point par M. Burrows, la variété AC Gehl a retenu beaucoup l’attention des milieux scientifique et commercial canadiens. Elle a été commercialisée sous le nom de « Riz des Prairies » par la société manitobaine Wedge Farms Nutrition (maintenant Smart & Natural Foods Ltd.), qui a lancé le produit au début de 2009. L’autre nom utilisé sur son emballage est Cavena Nuda. « Cavena » est la contraction de Canadian avena (le mot latin pour avoine) et « Nuda » signifie nu, ce qui renvoie à l’absence d’écale.
La variété AC Gehl a un goût semblable à celui du riz, mais elle contient deux fois plus de protéines, a une teneur élevée en antioxydants et un faible indice glycémique,. Cette avoine a été mise en vedette lors d’un événement Savourez le Canada d’AAC, aux Jeux olympiques d’hiver de 2010 à Vancouver, et a été servie aux dirigeants mondiaux lors du Sommet du G-20 organisé à l’été 2010 à Toronto.
En 2011, la Compagnie Campbell du Canada a commencé à utiliser l’avoine AC Gehl dans ses soupes en conserve « Nourish », qu’elle a mises au point et données aux banques alimentaires du Canada et du monde entier pour s’attaquer au problème croissant de la famine,,.
Depuis 2013, M. Burrows sert de mentor à Will Spencer de rND Bakery pour créer des recettes de bagels d’avoine sans gluten à base d’AC Gehl. Cette boulangerie de Smiths Falls, dont la mission est d’améliorer la santé intestinale, a augmenté ses ventes de bagels d’avoine.
La variété AC Gehl est également commercialisée sous licence par l’entreprise Semican International Inc. établie au Québec, qui utilise l’avoine dans ses barres nutritives pour les chevaux de course,.
Cette variété a été bien accueillie en Chine, où elle pousse bien dans divers types de sols, y compris les sols salins. La Chine possède des millions d’hectares de sols salins qui ne sont pas exploités,  et AC Gehl pourrait améliorer la production et la disponibilité alimentaire.

### Ambassadeur scientifique du Canada et champion de l’avoine
M. Burrows a partagé son expertise avec d’autres chercheurs canadiens et étrangers, et il est reconnu pour la contribution exceptionnelle qu’il a apportée au Canada et à l’agriculture canadienne,.
Il a fait du bénévolat pendant de nombreuses années à l’échelle internationale, en particulier en Chine, partageant ses connaissances et ses variétés d’avoine. En 2003, il a reçu le Prix de l’amitié du gouvernement chinois (également appelé Certificat d’amitié), la plus haute distinction décernée à un étranger, pour son travail bénévole et son rôle dans l’ouverture de nouvelles perspectives aux agriculteurs chinois. Le 18 juin 2012, dans un centre de recherche de Baicheng, une ville située dans la province de Jilin, dans le nord de la Chine, une statue en bronze de M. Burrows a été dévoilée en l’honneur de ses travaux scientifiques sur l’avoine,. Le 25 février 2016, M. Burrows a reçu le Prix international de coopération scientifique et technologique 2014 de la République populaire de Chine lors d’une présentation à Ottawa. Ce prix a été créé par le Conseil d’État chinois,.
M. Burrows a joué un rôle déterminant dans la promotion de l’importance des fibres alimentaires de l’avoine dans la prise en charge de l’hypercholestérolémie. Il a également été actif au sein de la communauté cœliaque et a contribué à l’élaboration d’un système d’inspections sur le terrain et d’essais en laboratoire visant à s’assurer de la capacité des agriculteurs à produire de l’avoine non contaminée et sans gluten à partir de la variété AC Gehl,.

## Prix et distinctions honorifiques
- 1975 Médaille Grindley, Institut agricole du Canada[13]
- 1986 Membre honoraire à vie de l’Association canadienne des producteurs de semences[7]
- 1994 Distinguished Service Oat Improvement Award, American Oat Workers Conference[7]
- 1997 Nommé chercheur scientifique émérite par le ministre de l’Agriculture
- 2000 Prix Agcellence d’AAC dans la catégorie Innovation[13]
- 2001 Membre du Conseil consultatif professionnel de l’Association canadienne de la maladie cœliaque[25]
- 2001 Membre de l’Ordre du Canada[1],[13]
- 2002 Membre de l’Institut agricole du Canada[26]
- 2003 Chinese Friendship Award Award pour son travail bénévole visant à améliorer la qualité de l’avoine en Chine[17],[13]
- 2007 Prix d’excellence du bénévolat, Prix d’excellence canadien en agroalimentaire
- 2010 Prix du mérite scientifique de la Direction générale de la recherche d’AAC, Réalisations exceptionnelles dans le domaine de l’utilisation de l’avoine
- 2014 Prix international de coopération scientifique et technologique de la République populaire de Chine[22]
- 2015 Panthéon canadien des sciences et du génie[7],[27]
- 2018 Officier de l’Ordre du Canada[1]